# Шевырляй
Шевырля́й — село в Шацком районе Рязанской области в составе Ольховского сельского поселения.

## Географическое положение
Село Шевырляй расположено на Окско-Донской равнине на речке Шепырчей (правый приток Шачи) у её устья в 12 км к северо-западу от города Шацка. Расстояние от села до районного центра Шацк по автодороге — 19 км.
К западу от села расположен небольшой Лес Гаврюшин; к югу — Лес Успеновская Роща; к северо-востоку протекает река Шача, на левом берегу которой балки Большой Овраг и Барсучий Овраг, урочища Лаптово, Веселый Кавказ, Водяной Лес; ещё далее к северу — большой лесной массив (Сборно-Владимирская Дача, Стафеевский). Ближайшие населенные пункты — деревни Новая, Даниловка и Успеновка.

## Население
| 1989 | 2010 | 2012 |
| ---- | ---- | ---- |
| 225  | ↘189 | ↗198 |

## Происхождение названия
Происхождение названия села пока не известно. Возможно ключ к разгадке следует искать в названиях рек Шепырчей (правый приток реки Шача) на которой расположено село, и Кашеляй (левый приток реки Чечера, являющейся правым притоком реки Шача), протекающей в нескольких километрах к югу.

## История
Дата основания поселения не известна. Вплоть до начала XX в. Шевырляй числился деревней в составе прихода Успенской церкви села Большой Пролом.
Во второй половине XIX в. земли в окрестностях деревни Шевырляй принадлежали дворянскому роду князей Кугушевых, татарскому по происхождению, имевшему здесь имение «Отрада», в состав которого входили усадьба, крахмало-паточный завод и 919 дес. земли в окрестностях деревни.
Создателем шевырляйского имения «Отрада» был князь Александр Иович Кугушев (1826+1908 гг.), участник Крымской войны 1853—1856 гг., отличившийся при обороне Севастополя в 1854—1855 гг., а позднее, в 1864—1873 гг., под руководством генералов М. Г. Черняева и К. П. Кауфмана участвовавший в покорении Средней Азии и присоединении к России территорий Кокандского и Хивинского ханств. Выйдя в отставку и вернувшись в родные места в Тамбовскую губернию, князь А. И. Кугушев женился на местной дворянке из богатого крещеного татарского рода Шахуриных. За женой князь получил в приданое крупнейшие поместья в Уфимской губернии и золотые прииски на Урале. Его сын, князь Вячеслав Александрович Кугушев (1863+1944 гг.) учился в Санкт-Петербургской военной гимназии и лесном институте, и, будучи ещё студентом, стал участником организованного в 1883 г. в Санкт-Петербурге Дмитрием Благоевым первого марксистского кружка, не раз арестовывался. После образования в 1898 г. Российской социал-демократической рабочей партии (РСДРП) князь В. А. Кугушев помогал денежными средствами большевистской газете «Искра».
В январе 1902 г. князь В. А. Кугушев сделал управляющим своего имения «Отрада» видного деятеля большевистской партии Александра Дмитриевича Цюрупу (1870+1928 гг.), скрывавшегося от царской охранки (впоследствии В. А. Кугушев женился на его сестре). Несколько месяцев А. Д. Цюрупа проживал в окрестностях деревни Шевырляй, но уже в июне 1902 г. был выслежен и арестован. Как сказано в сохранившейся переписке тамбовской полиции, «обвинен в государственном преступлении и заключен в Шацкую тюрьму». Затем последовала его высылка в Олонецкую губернию.
Князь В. А. Кугушев и в дальнейшем продолжал сотрудничество с партией большевиков. Он передавал РСДРП(б) громадные по тем временам средства: один раз — свыше 100 тыс. руб., в другой раз — 50 тыс. руб. За свои связи с революционерами князь В. А. Кугушев неоднократно подвергался репрессиям со стороны властей. В 1918 г. он с успехом выполнил чрезвычайно сложное задание, порученное ему В. И. Лениным: с риском для жизни в ходе переговоров добился освобождения колчаковцами семей партийных работников, захваченных в Уфе в качестве заложников. Я. М. Свердлов называл князя В. А. Кугушева «беспартийным большевиком».
К 1911 г., по данным А. Е. Андриевского, в деревне Шевырляй насчитывалось 68 крестьянских дворов, в которых проживало 244 души мужского и 253 женского пола. В деревне имелась одноклассная смешанная земская школа, в 1913 г. была построена деревянная церковь (полностью разрушена в советское время), в связи с чем Шевырляй стал писаться селом.
Церковь не была разрушена. Она была перестроена под школу. Несколько лет назад школу закрыли, а в части здания открыли приход. 
В настоящее время село Шевырляй известно тем, что здесь традиционно проходит областной турслет, в 2013 г. в нём приняли участие 16 команд.

## Социальная инфраструктура
В селе Шевырляй Шацкого района Рязанской области имеются отделение почтовой связи и Дом культуры.
Почтовое отделение закрыто уже несколько лет. (((

## Транспорт
Основные грузо- и пассажироперевозки осуществляются автомобильным транспортом. Село находится в 7 км к северу от федеральной автомобильной дороги М5 «Урал» М5: Москва — Рязань — Пенза — Самара — Уфа — Челябинск.